# Стандартный квантовый предел
Стандартный квантовый предел (СКП) — квантово-механическое ограничение, накладываемое на точность непрерывного или многократно повторяющегося измерения какой-либо величины, описываемой оператором, который не коммутирует сам с собой в разные моменты времени. Предсказан в 1967 году Владимиром Брагинским, а сам термин «стандартный квантовый предел» (англ. standard quantum limit, SQL) был предложен позднее Кипом Торном. Тесно связан с соотношением неопределённостей Гейзенберга.
Примером стандартного квантового предела является квантовый предел измерения координаты свободной массы или механического осциллятора. Оператор координаты в разные моменты времени не коммутирует сам с собой из-за того, что существует зависимость добавленных флуктуаций координаты от измерений в предыдущие моменты времени.
Если вместо координаты свободной массы измерять её импульс, то это не приведёт к изменению импульса в последующие моменты времени. Поэтому импульс, который является сохраняющейся величиной для свободной массы (но не для осциллятора), можно измерять сколь угодно точно. Такие измерения называются квантово-невозмущающими. Другим способом обхода стандартного квантового предела является использование в оптических измерениях неклассических сжатых состояний поля и вариационных измерений.
СКП ограничивает разрешение лазерных гравитационных антенн LIGO. К 2000-м годам в ряде физических экспериментов с механическими микро- и наноосцилляторами достигнута точность измерения координаты, соответствующая стандартному квантовому пределу. В 2019 году стандартный квантовый предел был преодолён экспериментально путём использования явления деструктивной интерференции с шумами системы сигналов обратного воздействия измерительного прибора на измеряемую систему для их частичной компенсации.

## СКП координат свободной массы
При измерении в некоторый начальный момент времени координаты объекта с некоторой точностью {\displaystyle \Delta x_{0}} в процессе измерения телу будет передан случайный импульс (обратное флуктуационное влияние) {\displaystyle \Delta p_{0}}. И чем точнее измеряется координата, тем больше возмущение импульса. В частности, если измерение координаты производится оптическими методами по сдвигу фаз отражённой от тела волны, то возмущение импульса будет вызвано квантовыми дробовыми флуктуациями давления света на тело. Чем точнее требуется измерить координату, тем больше требуемая оптическая мощность, и тем больше квантовые флуктуации числа фотонов в падающей волне.
Согласно соотношению неопределённостей, возмущение импульса тела:
{\displaystyle \Delta p_{0}={\frac {\hbar }{2\Delta x_{0}}}},
где {\displaystyle \hbar } — приведённая постоянная Планка. Это изменение импульса и связанное с ним изменение скорости свободной массы приведёт к тому, что при повторном измерении координаты через время {\displaystyle \tau } она дополнительно изменится на величину:
{\displaystyle \Delta x_{\text{add}}={\frac {\Delta p_{0}\tau }{m}}={\frac {\hbar \tau }{2\Delta x_{0}m}}}.
Результирующая среднеквадратичная ошибка определяется соотношением:
{\displaystyle (\Delta X_{\Sigma })^{2}=(\Delta x_{0})^{2}+(\Delta x_{\text{add}})^{2}=(\Delta x_{0})^{2}+\left({\frac {\hbar \tau }{2m\Delta x_{0}}}\right)^{2}}.
Это выражение имеет минимальное значение, если:
{\displaystyle (\Delta x_{0})^{2}={\frac {\hbar \tau }{2m}}}.
При этом достигается среднеквадратичная точность измерения, которая и называется стандартным квантовым пределом для координаты:
{\displaystyle \Delta X_{\Sigma }=\Delta X_{\text{SQL}}={\sqrt {\frac {\hbar \tau }{m}}}}.

## СКП механического осциллятора
Стандартный квантовый предел для координаты механического осциллятора определяется соотношением:
{\displaystyle \Delta X_{\text{SQL}}={\sqrt {\frac {\hbar }{2m\omega _{m}}}}},
где {\displaystyle \omega _{m}} — частота механических колебаний.
Стандартный квантовый предел для энергии осциллятора:
{\displaystyle \Delta E_{\text{SQL}}={\sqrt {\hbar \omega _{m}E}}},
где {\displaystyle E} — средняя энергия осциллятора.